# ستيفن فرنسيس باركر
ستيفن فرنسيس باركر (بالإنجليزية: Stephen Francis Barker)‏ هو فيلسوف أمريكي، ولد في 1946.